# Campeonato Europeu de Natação em Piscina Curta de 2002
O Campeonato Europeu de Natação em Piscina Curta de 2002 foi a 6ª edição do evento organizado pela Liga Europeia de Natação (LEN). A competição foi realizada entre os dias 12 e 15 de dezembro de 2002 no Sachsen Arena, em Riesa na Alemanha. Contou com 38 provas com destaque para a Alemanha que obteve 22 medalhas, sendo 7 de ouro.

## Medalhistas
Esses foram os resultados da competição. 
Masculino
| Evento          | Ouro                                                                      | Ouro          | Prata                                                                                | Prata    | Bronze                                                                              | Bronze   |
| 50 m Livre      | Stefan Nystrand · Suécia                                                  | 21.55         | Lorenzo Vismara · Itália                                                             | 21.66    | Rolandas Gimbutis · Lituânia                                                        | 21.74    |
| 100 m Livre     | Lorenzo Vismara · Itália                                                  | 47.33         | Jere Hård · Finlândia                                                                | 48.15    | Johan Kenkhuis · Países Baixos                                                      | 48.23    |
| 200 m Livre     | Emiliano Brembilla · Itália                                               | 1:45.39       | Květoslav Svoboda · Chéquia                                                          | 1:45.45  | Matteo Pelliciari · Itália                                                          | 1:45.79  |
| 400 m Livre     | Emiliano Brembilla · Itália                                               | 3:40.60       | Yuri Prilukov · Rússia                                                               | 3:41.90  | Athanasios Oikonomou · Grécia                                                       | 3:44.68  |
| 1500 m Livre    | Yuri Prilukov · Rússia                                                    | 14:35.06      | David Davies · Reino Unido                                                           | 14:42.51 | Christian Minotti · Itália                                                          | 14:51.43 |
| 50 m Costas     | Thomas Rupprath · Alemanha                                                | 23.66         | Stev Theloke · Alemanha                                                              | 24.29    | Darius Grigalionis · Lituânia                                                       | 24.62    |
| 100 m Costas    | Thomas Rupprath · Alemanha                                                | 51.51         | Stev Theloke · Alemanha                                                              | 51.71    | Örn Arnarson · Islândia                                                             | 51.91    |
| 200 m Costas    | Örn Arnarson · Islândia                                                   | 1:54.00       | Stephen Parry · Reino Unido                                                          | 1:54.11  | Gordan Kožulj · Croácia                                                             | 1:54.50  |
| 50 m Peito      | Oleg Lisogor · Ucrânia                                                    | 26.94         | Mark Warnecke · Alemanha                                                             | 27.15    | Jens Kruppa · Alemanha                                                              | 27.36    |
| 100 m Peito     | Oleg Lisogor · Ucrânia                                                    | 59.09         | Hugues Duboscq · França                                                              | 59.18    | Jarno Pihlava · Finlândia                                                           | 59.49    |
| 200 m Peito     | Davide Rummolo · Itália                                                   | 2:07.70       | Maxim Podoprigora · Áustria                                                          | 2:09.87  | Richárd Bodor · Hungria                                                             | 2:10.62  |
| 50 m Borboleta  | Jere Hård · Finlândia                                                     | 23.47         | Miloš Milošević · Croácia                                                            | 23.62    | Igor Marchenko · Rússia                                                             | 23.75    |
| 100 m Borboleta | Thomas Rupprath · Alemanha                                                | 50.77         | Andriy Serdinov · Ucrânia                                                            | 51.57    | Igor Marchenko · Rússia                                                             | 51.61    |
| 200 m Borboleta | Stephen Parry · Reino Unido                                               | 1:52.91       | James Hickman · Reino Unido                                                          | 1:53.02  | Ioan Gherghel · Roménia                                                             | 1:55.49  |
| 100 m Medley    | Peter Mankoč · Eslovênia                                                  | 53.05         | Jani Sievinen · Finlândia                                                            | 53.58    | Oleg Lisogor · Ucrânia                                                              | 53.65    |
| 200 m Medley    | Jani Sievinen · Finlândia                                                 | 1:55.47       | Tamás Kerékjártó · Hungria                                                           | 1:56.07  | Peter Mankoč · Eslovênia                                                            | 1:56.28  |
| 400 m Medley    | Alessio Boggiatto · Itália                                                | 4:07.44       | Jacob Carstensen · Dinamarca                                                         | 4:08.80  | László Cseh · Hungria                                                               | 4:08.96  |
| 4x50 m Livre    | Países Baixos · Johan Kenkhuis · Gijs Damen · Ewout Holst · Mark Veens    | 1:26.41       | Itália · Lorenzo Vismara · Christian Galenda · Michele Scarica · Domenico Fioravanti | 1:26.63  | Ucrânia · Denys Sylantyev · Oleksandr Volynets · Oleg Lisogor · Vyacheslav Shyrshov | 1:26.83  |
| 4x50 m Medle    | Alemanha · Stev Theloke · Jens Kruppa · Thomas Rupprath · Carsten Dehmlow | 1:34.72 WBT * | Finlândia · Jani Sievinen · Jarno Pihlava · Tero Välimaa · Jere Hård                 | 1:35.69  | Ucrânia · Vyacheslav Shyrshov · Oleg Lisogor · Andriy Serdinov · Oleksandr Volynets | 1:36.46  |

* Melhor tempo do mundo (não é um recorde mundial oficial, porque o órgão regulador mundial FINA não reconhece tempos de revezamento 4 × 50 m)
Feminino
| Evento          | Ouro                                                                                    | Ouro    | Prata                                                                                          | Prata   | Bronze                                                                           | Bronze  |
| 50 m Livre      | Alison Sheppard · Reino Unido                                                           | 24.20   | Aleksandra Gerasimenya · Bielorrússia                                                          | 24.74   | Anna-Karin Kammerling · Suécia                                                   | 24.98   |
| 100 m Livre     | Alena Popchanka · BielorrússiaMartina Moravcová · Eslováquia                            | 53.66   | Nenhum                                                                                         |         | Petra Dallmann · Alemanha                                                        | 54.03   |
| 200 m Livre     | Alena Popchanka · Bielorrússia                                                          | 1:55.91 | Solenne Figuès · França                                                                        | 1:56.26 | Josefin Lillhage · Suécia                                                        | 1:56.57 |
| 400 m Livre     | Éva Risztov · Hungria                                                                   | 4:01.95 | Yana Klochkova · Ucrânia                                                                       | 4:04.50 | Hannah Stockbauer · Alemanha                                                     | 4:07.48 |
| 800 m Livre     | Éva Risztov · Hungria                                                                   | 8:14.72 | Flavia Rigamonti · Suíça                                                                       | 8:16.16 | Hannah Stockbauer · Alemanha                                                     | 8:20.92 |
| 50 m Costas     | Antje Buschschulte · Alemanha                                                           | 26.62   | Ilona Hlaváčková · Chéquia                                                                     | 27.75   | Janine Pietsch · Alemanha                                                        | 27.88   |
| 100 m Costas    | Antje Buschschulte · Alemanha                                                           | 58.60   | Ilona Hlaváčková · Chéquia                                                                     | 59.61   | Sarah Price · Reino Unido                                                        | 59.83   |
| 200 m Costas    | Sarah Price · Reino Unido                                                               | 2:05.19 | Antje Buschschulte · Alemanha                                                                  | 2:06.26 | Stanislava Komarova · Rússia                                                     | 2:07.57 |
| 50 m Peito      | Emma Igelström · Suécia                                                                 | 30.89   | Sarah Poewe · Alemanha                                                                         | 30.90   | Janne Schäfer · Alemanha                                                         | 31.12   |
| 100 m Peito     | Sarah Poewe · Alemanha                                                                  | 1:06.67 | Mirna Jukić · Áustria                                                                          | 1:07.11 | Ágnes Kovács · Hungria                                                           | 1:07.97 |
| 200 m Peito     | Mirna Jukić · Áustria                                                                   | 2:21.66 | Sarah Poewe · Alemanha                                                                         | 2:21.99 | Anne Poleska · Alemanha                                                          | 2:23.51 |
| 50 m Borboleta  | Anna-Karin Kammerling · Suécia                                                          | 25.78   | Lena Hallander · Suécia                                                                        | 26.74   | Vered Borochovski · Israel                                                       | 26.87   |
| 100 m Borboleta | Martina Moravcová · Eslováquia                                                          | 56.82   | Anna-Karin Kammerling · Suécia                                                                 | 57.94   | Mette Jacobsen · Dinamarca                                                       | 59.09   |
| 200 m Borboleta | Éva Risztov · Hungria                                                                   | 2:07.19 | Mette Jacobsen · Dinamarca                                                                     | 2:08.30 | Roser Vives · Espanha                                                            | 2:08.40 |
| 100 m Medley    | Martina Moravcová · Eslováquia                                                          | 1:00.21 | Alison Sheppard · Reino Unido                                                                  | 1;00.99 | Alenka Kejžar · Eslovênia                                                        | 1:01.43 |
| 200 m Medley    | Yana Klochkova · Ucrânia                                                                | 2:08.28 | Alenka Kejžar · Eslovênia                                                                      | 2:09.33 | Hanna Shcherba · Bielorrússia                                                    | 2:10.23 |
| 400 m Medley    | Yana Klochkova · Ucrânia                                                                | 4:29.81 | Éva Risztov · Hungria                                                                          | 4:33.09 | Alenka Kejžar · Eslovênia                                                        | 4:33.80 |
| 4x50 m Livre    | Suécia · Josefin Lillhage · Therese Alshammar · Anna-Karin Kammerling · Cathrin Carlzon | 1:38.65 | Bielorrússia · Aleksandra Gerasimenya · Hanna Shcherba · Sviatlana Khakhlova · Alena Popchanka | 1:39.03 | Alemanha · Antje Buschschulte · Dorothea Brandt · Petra Dallman · Janine Pietsch | 1:39.56 |
| 4x50 m Medley   | Suécia · Jenny Lind · Emma Igelström · Anna-Karin Kammerling · Therese Alshammar        | 1:48.42 | Alemanha · Janine Pietsch · Sarah Poewe · Nele Hofmann · Antje Buschschulte                    | 1:49.25 | Países Baixos · Suze Valen · Madelon Baans · Chantal Groot · Marleen Veldhuis    | 1:50.56 |

## Quadro de medalhas
| Ordem | País          | Medalha de ouro | Medalha de prata | Medalha de bronze | Total |
| ----- | ------------- | --------------- | ---------------- | ----------------- | ----- |
| 1     | Alemanha      | 7               | 7                | 8                 | 22    |
| 4     | Itália        | 5               | 2                | 2                 | 9     |
| 4     | Suécia        | 5               | 2                | 2                 | 9     |
| 4     | Ucrânia       | 4               | 2                | 3                 | 9     |
| 5     | Reino Unido   | 3               | 4                | 1                 | 8     |
| 6     | Hungria       | 2               | 2                | 3                 | 8     |
| 7     | Eslováquia    | 3               | 0                | 0                 | 3     |
| 8     | Finlândia     | 2               | 3                | 1                 | 6     |
| 9     | Bielorrússia  | 2               | 2                | 1                 | 5     |
| 10    | Áustria       | 1               | 2                | 0                 | 3     |
| 11    | Rússia        | 1               | 1                | 3                 | 5     |
| 11    | Eslovênia     | 1               | 1                | 3                 | 5     |
| 13    | Países Baixos | 1               | 0                | 2                 | 3     |
| 14    | Islândia      | 1               | 0                | 1                 | 2     |
| 15    | Chéquia       | 0               | 3                | 0                 | 3     |
| 16    | Dinamarca     | 0               | 2                | 1                 | 3     |
| 17    | França        | 0               | 2                | 0                 | 2     |
| 18    | Croácia       | 0               | 1                | 1                 | 2     |
| 19    | Suíça         | 0               | 1                | 0                 | 1     |
| 20    | Lituânia      | 0               | 0                | 2                 | 2     |
| 21    | Grécia        | 0               | 0                | 1                 | 1     |
| 21    | Israel        | 0               | 0                | 1                 | 1     |
| 21    | Roménia       | 0               | 0                | 1                 | 1     |
| 21    | Espanha       | 0               | 0                | 1                 | 1     |
| Total | Total         | 39              | 37               | 38                | 114   |

Legenda
| Recorde mundial       | Recorde mundial (World record)               |                       | Recorde africano                      | Recorde africano (African) |                                           | Q | Classificado por posição (Qualified) |
| Recorde do campeonato | Recorde do campeonato (Championship record)  | Recorde da América    | Recorde da América (Americas)         | q                          | Classificado por melhor tempo (Qualified) |   |                                      |
| Melhor marca do ano   | Melhor marca do ano (World leading)          | Recorde asiático      | Recorde asiático (Asian)              | DNS                        | Não largou (Did not start)                |   |                                      |
| Recorde nacional      | Recorde nacional (National record)           | Recorde europeu       | Recorde europeu (European)            | DNF                        | Não terminou (Did not finish)             |   |                                      |
| Recorde pessoal       | Recorde pessoal do atleta (Personal best)    | Recorde da Oceania    | Recorde da Oceania (Oceania)          | DSQ / DQ                   | Desclassificado (Disqualified)            |   |                                      |
| Recorde da temporada  | Recorde da temporada do atleta (Season best) | Recorde sul-americano | Recorde sul-americano (South America) | NM                         | Sem marca (No mark)                       |   |                                      |